# Anaerobranca
Anaerobranca è un genere di batterio appartenente alla famiglia delle Syntrophomonadaceae.